# Pseudocopicucullia syrtana
Pseudocopicucullia syrtana là một loài bướm đêm trong họ Noctuidae.